# Giuseppe Meazza
Giuseppe Meazza (Milà, 23 d'agost, 1910 – Lissone, 21 d'agost 1979) fou un futbolista italià de la dècada dels 30.
La seva trajectòria esportiva transcorregué principalment a l'Inter de Milà, on marcà 243 gols en 361 partits. També jugà a l'AC Milan, Juventus FC i Atalanta de Bèrgam. A data d'abril de 2008, Meazza és el tercer màxim golejador de tots els temps del campionat italià. Disputà dues Copes del Món amb la selecció d'Itàlia els anys 1934 i 1938, resultant campió en ambdues ocasions. També fou dos cops vencedor del Campionat d'Europa Central de futbol. En total disputà 53 partits amb la selecció dels quals només en va perdre 6. A data d'abril de 2008, Meazza és el segon màxim golejador de tots els temps de la selecció italiana amb 33 gols, per darrere, només, de Luigi Riva. Fou el primer futbolista italià que esdevingué famós arreu, així com el primer futbolista amb patrocinadors personals.
Un cop retirat fou entrenador entre altres clubs del FC Internazionale Milano i del Beşiktaş JK. San Siro, el principal estadi de la seva ciutat natal, Milà, i que avui en dia comparteixen Internazionale i AC Milan, actualment és oficialment anomenat amb el seu nom: Stadio Giuseppe Meazza.

## Palmarès
- Copa del Món de futbol 2:: 1934, 1938
- Lliga italiana de futbol 3: 1930, 1938, 1940
- Copa italiana de futbol 1: 1939
- Màxim golejador de la lliga italiana 4:: 1928/29, 1929/30, 1935/36, 1937/38

## Trajectòria esportiva
| Temporada     | Club          | Partits | Gols |
| ------------- | ------------- | ------- | ---- |
| 1927-28       | Inter         | 33      | 12   |
| 1928-29       | Inter         | 29      | 38   |
| 1929-30       | Inter         | 33      | 31   |
| 1930-31       | Inter         | 34      | 24   |
| 1931-32       | Inter         | 28      | 21   |
| 1932-33       | Inter         | 32      | 20   |
| 1933-34       | Inter         | 32      | 21   |
| 1934-35       | Inter         | 30      | 18   |
| 1935-36       | Inter         | 29      | 25   |
| 1936-37       | Inter         | 26      | 11   |
| 1937-38       | Inter         | 26      | 20   |
| 1938-39       | Inter         | 16      | 4    |
| 1939-40       | Inter         | 0       | 0    |
| 1940-41       | Milan         | 14      | 6    |
| 1941-42       | Milan         | 23      | 3    |
| 1942-43       | Juventus      | 27      | 10   |
| 1945-46       | Atalanta      | 14      | 2    |
| 1946-47       | Inter         | 17      | 2    |
| Total Serie A | Total Serie A | 443     | 268  |